# 酒井哲也
酒井 哲也（さかい てつや、1972年12月27日 - ）は、日本の男性声優。劇団ドラマティック・カンパニー所属。岐阜県出身。

## 人物
以前は81プロデュースに所属していた。方言は岐阜弁、名古屋弁。
趣味は競馬、格闘技観戦、スノーボード、フィットネス、アウトドア映画・芝居鑑賞、ゲーム、パソコン、腕時計集め。

## 出演

### テレビアニメ
1995年
- あずきちゃん（中学生）

1996年
- 逮捕しちゃうぞ（菊地、斉藤、ヤス、客B、警官A 他）
- 爆走兄弟レッツ&ゴー!!（団員B）

1997年
- 爆走兄弟レッツ&ゴー!!WGP（フォックス4）

1998年
- カードキャプターさくら
- センチメンタルジャーニー（男の子、男子生徒B）
- 太陽の子エステバン（BS版）
- TRIGUN（トンチキ、ウェイター、男）
- Bビーダマン爆外伝（兵士）

1999年
- KAIKANフレーズ（高橋、ネオンのドラム）
- 星方武侠アウトロースター（男）
- ゾイド -ZOIDS-（衛兵）

2001年
- グラップラー刃牙（グリーンベレー隊長）

2002年
- アソボット戦記五九（傘アソボット）

2004年
- 今日からマ王!（同級生）

2005年
- BUZZER BEATER（アナウンサー）

2006年
- ガラスの仮面（木島剛）

2007年
- スパイダーライダーズ 〜よみがえる太陽〜（リーダー）
- D.Gray-man（村人）

### 劇場アニメ
- 劇場版ポケットモンスター 幻のポケモン ルギア爆誕（1999年、コイル）

### OVA
- 銀河英雄伝説（1996年）
- マスターモスキートン（1996年、兵A）
- アイドルプロジェクト（1997年）

### ゲーム
- クマのプー太郎 空はピンクだ!全員集合!!（それダメっす）（双子の弟）
- サイキックフォース2012（刹那）
- サムライスピリッツ新章〜剣客異聞録 甦りし蒼紅の刃〜（九鬼刀馬）
- サモンナイト（バノッサ）
- サモンナイト6 失われた境界たち（バノッサ[6]）
- シェンムー 一章横須賀（陳貴章）
- ビーバス&バットヘッド ヴァーチャル・アホ症候群

### 吹き替え
- G-SAVIOUR（警備兵1）

### 特撮
- 救急戦隊ゴーゴーファイブ（リザーデスの声）